# Nubiella macrogastera
Nubiella macrogastera is een hydroïdpoliep uit de familie Bougainvilliidae. De poliep komt uit het geslacht Nubiella. Nubiella macrogastera werd in 2009 voor het eerst wetenschappelijk beschreven door Xu, Huang & Lin. 